# Cornudo

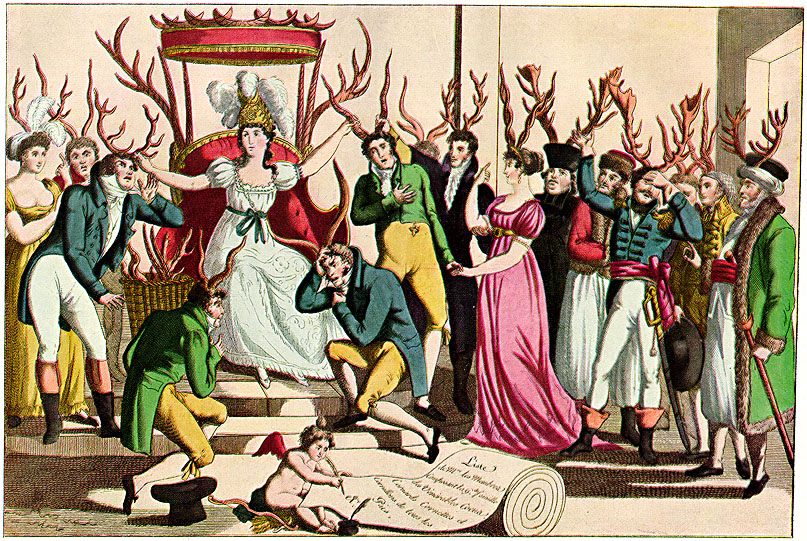
Esta caricatura representa la tradicional metáfora folclórica europea de que el marido de una mujer sexualmente infiel lleva cuernos en la cabeza.

Un cornudo (también cuclillo, cachudo, tarrudo, o cabrito) es el esposo de una mujer adúltera. En biología evolutiva, el término también se aplica a los hombres que están haciendo una inversión parental en hijos que no son genéticamente suyos. 
Existen múltiples versiones sobre el origen de la expresión "poner los cuernos". Lo más probable es que esté ligado a la interpretación burlesca de episodios mitológicos unida a la idea cristiana de asociar el pecado a la imagen del demonio.
En los países occidentales, los cornudos se describen como personas a las que "les han puesto los cuernos". Esta es una alusión a los hábitos de apareamiento de los machos, que pierden el derecho a la reproducción si son derrotados por otro macho.[cita requerida]
A diferencia de la definición tradicional del término, en el uso fetichista un cornudo o consentido es cómplice de la "infidelidad" sexual de su pareja obteniendo placer.